# Mesoleius
Mesoleius is een geslacht van insecten uit de orde vliesvleugeligen (Hymenoptera) en de familie Ichneumonidae.

## Soorten
- M. abbreviatus Brischke, 1871
- M. abdominalis Brischke, 1871
- M. abietinus Teunissen, 1945
- M. aceris Kasparyan & Shaw, 2003
- M. admirabilis Kasparyan, 2000
- M. aequabilis Holmgren, 1876
- M. affinis Brischke, 1892
- M. agilis Brischke, 1871
- M. aglaia Teunissen, 1953
- M. albopictus Brischke, 1892
- M. albotibialis Strobl, 1903
- M. alekhinoi Kasparyan, 2000
- M. altalpinus Bauer, 1985
- M. altissimus Bauer, 1985
- M. analis Brischke, 1878
- M. annulatus Brischke, 1871
- M. antennator Kasparyan, 2000
- M. ardonator Kasparyan, 2000
- M. arduus Kasparyan, 2000
- M. armillatorius (Gravenhorst, 1807)
- M. articularis Davis, 1897
- M. assiduus Holmgren, 1876
- M. ater Kasparyan, 2001
- M. atratus Kasparyan, 2000
- M. audax Davis, 1897
- M. aulicus (Gravenhorst, 1829)
- M. autumnalis Woldstedt, 1874
- M. axillaris (Stephens, 1835)
- M. balearicus (Kriechbaumer, 1894)
- M. bipunctatus Brischke, 1871
- M. bisignatus Costa, 1888
- M. brachyacanthus Parfitt, 1881
- M. breviformis Teunissen, 1945
- M. brevipalpis Thomson, 1894
- M. brevis Brischke, 1871
- M. caninae Bridgman, 1886
- M. castaneus Habermehl, 1925
- M. cingulatus Brischke, 1871
- M. clypearis Brischke, 1878
- M. clypeator Kasparyan, 2000
- M. cognatus Brischke, 1871
- M. comeaui Townes, 1945
- M. compar Marshall, 1896
- M. conformus Davis, 1897
- M. congruens Holmgren, 1858
- M. contractus Holmgren, 1857
- M. coriaceus Holmgren, 1857
- M. cressoni (Davis, 1897)
- M. chicoutimiensis Provancher, 1888
- M. dubitator Kasparyan, 2000
- M. dubius Holmgren, 1857
- M. dudinka Kasparyan, 2001
- M. dumeticola Teunissen, 1945
- M. efferus Holmgren, 1876
- M. ephippium Tschek, 1869
- M. euphrosyne Teunissen, 1953
- M. excavatus (Provancher, 1875)
- M. exsculptus Brischke, 1871
- M. facialis Brischke, 1878
- M. faciator Kasparyan, 2001
- M. filicornis Holmgren, 1876
- M. flavipes Brischke, 1871
- M. flavoguttatus (Gravenhorst, 1829)
- M. frenalis Thomson, 1894
- M. frigidor Kasparyan, 2001
- M. frigidus Holmgren, 1857
- M. frontatus Thomson, 1894
- M. fulvator Kasparyan, 2000
- M. furax Holmgren, 1857
- M. fuscipes Holmgren, 1857
- M. fuscotrochanteratus Strobl, 1903
- M. gelidor Kasparyan, 2000
- M. geniculatus Holmgren, 1857
- M. granulosus Kasparyan, 2000
- M. groenlandicus Roman, 1930
- M. grossulariae (Ratzeburg, 1852)
- M. hamulator Kasparyan, 2000
- M. hirtus Rudow, 1882
- M. hypoleucus Teunissen, 1945
- M. implicator Kasparyan, 2000
- M. incisus Thomson, 1894
- M. infuscator Kasparyan, 2000
- M. insidiosus (Cresson, 1868)
- M. insularis Roman, 1924
- M. integrator (Muller, 1776)
- M. intermedius (Gravenhorst, 1829)
- M. irkutensis Kasparyan, 2000
- M. juvenilis Holmgren, 1857
- M. khasura Kasparyan, 2000
- M. kiruna Kasparyan, 2000
- M. kola Kasparyan, 2000
- M. lapponator Kasparyan, 2000
- M. laricis Teunissen, 1953
- M. latipes Brischke, 1871
- M. lautaretor Kasparyan, 2000
- M. leucomelas Habermehl, 1903
- M. lindemansi Teunissen, 1953
- M. londoko Kasparyan, 2000
- M. lunaris Brischke, 1871
- M. maculator Kasparyan, 2001
- M. maculatus Brischke, 1871
- M. mediosanguineus Heinrich, 1950
- M. melanius Roman, 1909
- M. melanoleucus (Gravenhorst, 1829)
- M. melanurus Constantineanu, 1973
- M. mica Kasparyan, 2001
- M. minor (Ashmead, 1902)
- M. mixticolor Heinrich, 1953
- M. mollator Kasparyan, 2000
- M. montegratus Bauer, 1985
- M. nigrans Kasparyan, 2001
- M. nigromica Kasparyan, 2001
- M. nigropalpis Brischke, 1871
- M. nimis Heinrich, 1950
- M. nivalis Holmgren, 1857
- M. notator Kasparyan, 2001
- M. obliquus Thomson, 1894
- M. obtusator Kasparyan, 2001
- M. omolon Kasparyan, 2001
- M. opticus (Gravenhorst, 1829)
- M. palmeni Woldstedt, 1874
- M. parvus Holmgren, 1857
- M. perbellus Teunissen, 1945
- M. peronatus (Marshall, 1876)
- M. pertaesor Kasparyan, 2001
- M. pertinax Davis, 1897
- M. phyllotomae Cushman, 1933
- M. picticoxa Thomson, 1894
- M. pictus Brischke, 1871
- M. placidus Holmgren, 1857
- M. pulchranotus Davis, 1897
- M. pusio Holmgren, 1857
- M. pyriformis (Ratzeburg, 1852)
- M. ribesii Bauer, 1961
- M. robustus (Provancher, 1883)
- M. roepkei Teunissen, 1945
- M. ruficollis Holmgren, 1857
- M. rufopectus (Provancher, 1888)
- M. rugipleuris Heinrich, 1952
- M. saami Kasparyan, 2001
- M. scutellaris Rudow, 1886
- M. seida Kasparyan, 2000
- M. semipunctus Teunissen, 1945
- M. sinuatus Thomson, 1893
- M. smitsvanburgsti Teunissen, 1945
- M. sobicola Kasparyan, 2001
- M. spoliatus Teunissen, 1945
- M. stejnegeri Ashmead, 1899
- M. stenostigma Thomson, 1894
- M. strobli Habermehl, 1925
- M. styriacus Heinrich, 1953
- M. subcoriaceus Strobl, 1903
- M. submarginatus (Cresson, 1864)
- M. subroseus Thomson, 1888
- M. tarsalis (Cresson, 1868)
- M. tasarensis Kasparyan, 2001
- M. tegulator Kasparyan, 2001
- M. tenthredinis Morley, 1912
- M. terpeji Kasparyan, 2001
- M. thalia Teunissen, 1953
- M. thuringiacus Habermehl, 1925
- M. tibialis Holmgren, 1857
- M. tibiator Kasparyan, 2000
- M. tinctor Kasparyan, 2001
- M. titarensis Kasparyan, 2001
- M. tixi Kasparyan, 2001
- M. tolmachevi Kasparyan, 2001
- M. tornei Kasparyan, 2001
- M. torpescor Kasparyan, 2001
- M. tricoloripes Costa, 1886
- M. trochanteratus Brischke, 1871
- M. urbanus Teunissen, 1945
- M. ussuriensis Kasparyan, 2000
- M. varicoxa Thomson, 1894